# Pietro Abelardo
Pietro Abelardo (in latino Petrus Abaelardus; in francese Pierre Abélard; Le Pallet, 1079 – Chalon-sur-Saône, 21 aprile 1142) è stato un filosofo, teologo e insegnante franco, talvolta chiamato anche Pietro Palatino a seguito della latinizzazione del nome della sua città di origine.
Precursore della scolastica, fu uno dei più importanti e famosi filosofi e pensatori del Medioevo. Per alcune idee fu considerato eretico dalla Chiesa cattolica nel Concilio Lateranense II del 1139.
Nel corso della sua vita si mosse da una città all'altra fondando scuole e dando così i primi impulsi alla diffusione del pensiero filosofico e scientifico. Conquistò masse di allievi grazie all'eccezionale abilità nel padroneggiare la logica e la dialettica, e all'acume critico con cui analizzava la Bibbia e i Padri della Chiesa. Ebbe come temibile avversario Bernardo di Chiaravalle, che non gli risparmiò nemmeno le accuse di eresia. Le sue idee religiose, e in particolare le sue opinioni sulla Trinità, si collocavano in effetti al di fuori della dottrina della Chiesa cattolica, tanto da essere condannate dai concili di Soissons (1121) e di Sens (1140).
Tra i suoi principali allievi vi furono Arnaldo da Brescia, Giovanni di Salisbury, segretario dell'arcivescovo Tommaso Becket, Ottone di Frisinga, grande letterato e zio di Federico Barbarossa e Rolando Bandinelli, il futuro papa Alessandro III.
Abelardo fu noto anche col soprannome di Golia: durante il Medioevo tale appellativo aveva la valenza di "demoniaco". Pare che Abelardo fosse particolarmente fiero di questo soprannome, guadagnato in relazione ai numerosi scandali di cui fu protagonista, tanto da firmare con esso alcune delle sue lettere. Celebre è la sua storia d'amore con Eloisa, da molti considerato il primo esempio documentato di amore declinato in chiave "moderna", come passione e dedizione assoluta e reciproca.
La fonte principale delle notizie sulla vita di Abelardo è la Historia mearum calamitatum (Storia delle mie disgrazie), un'autobiografia scritta in forma di lettera ad un amico con l'evidente intento di destinarla alla pubblicazione; a questa possono essere aggiunte le lettere di Abelardo ed Eloisa, che erano intese anche per la circolazione fra gli amici di Abelardo. L'Historia fu scritta intorno all'anno 1130, e le lettere nel corso dei seguenti cinque o sei anni. Fatta eccezione di questi documenti, il materiale a disposizione è molto scarso: una lettera di Roscellino di Compiègne ad Abelardo, una lettera di Fulco di Deuil, la Disputatio di Guglielmo di Saint-Thierry, la cronaca di Ottone di Frisinga, le lettere di san Bernardo e alcune allusioni negli scritti di Giovanni di Salisbury.

## I primi anni
Pietro Abelardo (scritto anche Abeillard, Abailard, Abelard o Abaelardus) nacque (1079) nel piccolo villaggio di Pallet, circa dieci miglia ad est di Nantes, in Bretagna. Suo padre, Berengario, era il signore del villaggio, il nome di sua madre era Lucia; in seguito, ambedue divennero monaci. Pietro, il maggiore dei loro figli, era destinato alla carriera militare ma, come narrava egli stesso, abbandonò "Marte" per "Minerva", la professione delle armi per quella della cultura, che all'epoca non poteva prescindere dalla carriera ecclesiastica. Di conseguenza, in giovane età lasciò il castello del padre e andò in cerca di istruzione, come studioso errante, presso le scuole degli insegnanti allora più rinomati.
Dopo essere stato a Tours, si spostò dal nominalista Roscellino, che aveva la scuola a Locmenach, vicino a Vannes, prima di procedere per Parigi. Anche se l'Università di Parigi non esistette come istituzione sociale fino a oltre mezzo secolo dopo la morte di Abelardo, erano floride nella Parigi dei suoi tempi le scuole di Notre-Dame (prima della costruzione dell'attuale cattedrale), di Sainte Geneviève e di Saint Germain-des-Prés, precorritrici delle università del secolo successivo. La scuola di Notre-Dame era indubbiamente la più importante tra queste e il giovane Abelardo vi si diresse per studiare dialettica sotto il rinomato maestro (scholasticus) Guglielmo di Champeaux.

## Le prime contese
Presto comunque il giovane provinciale, sul quale il prestigio di un grande nome era ben lontano dall'ispirare un timore riverenziale, non solo si avventurò nel criticare l'insegnamento del maestro Guglielmo (vedi la Disputa sugli universali), ma tentò di organizzarsi come insegnante concorrente. Trovando che a Parigi non era facile farsi spazio, fondò una sua scuola, prima a Melun e più tardi a Corbeil (1101 circa).
Abelardo passò i successivi due anni nel suo villaggio natale "pressoché tagliato fuori dalla Francia", come narrava egli stesso. La ragione di questo ritiro fu un esaurimento nervoso provocato dal troppo lavoro e studio.
Ritornato a Parigi, divenne nuovamente alunno di Guglielmo di Champeaux, per studiare retorica. Quando Guglielmo si ritirò nell'Abbazia di San Vittore, Abelardo, che nel frattempo aveva ripreso a insegnare a Melun, si affrettò a Parigi per assicurarsi un posto presso la Scuola della Cattedrale. Non essendo riuscito a ottenerlo, aprì una sua scuola sul colle di Sainte-Geneviève, vicino a Parigi (1108), luogo destinato a diventare una prestigiosa sede universitaria, sede a tutt'oggi della Sorbona.
Là e alla scuola della Cattedrale, presso la quale, nel 1113, finalmente riuscì a ottenere una cattedra, ebbe il massimo prestigio come insegnante di retorica e dialettica. Prima di assumere l'incarico di insegnante di teologia presso la scuola della Cattedrale, si recò a Laon, dove si presentò come studente al venerabile Anselmo di Laon. Presto, tuttavia, mostrò la petulante caparbietà di quando era in qualche modo limitato e non fu contento finché non ebbe quasi completamente superato l'insegnante di teologia di Laon, come aveva fatto, con successo, con l'insegnante di retorica e dialettica a Parigi. Leggendo il racconto di Abelardo sull'accaduto, è impossibile non biasimarlo per la temerarietà con cui si fece nemici come Alberico e Lotulfo, allievi di Anselmo, che in seguito gli si scagliarono contro. La novità e l'arditezza dei suoi metodi ne fecero successivamente una specie di simbolo dell'intellettuale libero e spregiudicato. Gli "studi teologici" seguiti da Abelardo a Laon erano quelli che oggi si chiamerebbero studi esegetici.

## I successi e la caduta di Abelardo
Senza dubbio, la carriera di Abelardo a Parigi come insegnante, dal 1108 al 1118, fu particolarmente brillante. Nella sua Historia racconta come gli allievi si affollassero intorno a lui da ogni parte d'Europa, un'affermazione più che confermata dai suoi contemporanei. Era, infatti, l'idolo di Parigi: eloquente, vivace, disponibile, in possesso di una voce insolitamente gradevole, sicuro di sé. Aveva, come affermava, il mondo intero ai suoi piedi.
Che Abelardo fosse cosciente di queste caratteristiche veniva anche confermato dai suoi ammiratori più ardenti; effettivamente, nella Historia, confessava come in quel periodo della sua vita fosse pieno di vanità e di orgoglio; a questi difetti attribuì la sua rovina, che fu rapida e tragica come, apparentemente, tutto nella sua velocissima carriera.

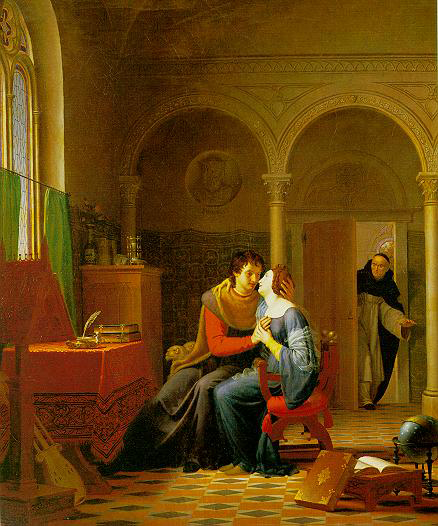
Abelardo ed Eloisa sorpresi da Fulberto (Jean Vignaud, 1819)

Nell'opera raccontava la vicenda che sarebbe diventata un classico sul tema dell'amore; di come si innamorasse di Eloisa, la giovane nipote di Fulberto, canonico di Notre-Dame presso il quale Abelardo aveva dimora, la quale gli era stata affidata affinché le insegnasse la filosofia; la descriveva come bella, colta, sensibile e intelligente: «aveva tutto ciò che più seduce gli amanti». La fama della passione tra Abelardo ed Eloisa ben presto riuscì ad eguagliare quella del valore intellettuale di Abelardo, una situazione che non poteva essere tollerata dallo zio di Eloisa, che si vendicò facendo crudelmente evirare Abelardo.
Nel racconto Abelardo non risparmiò alcun particolare della storia, raccontando tutte le circostanze della tragica conclusione: la brutale vendetta del canonico, la fuga di Eloisa a Le Pallet, dove nacque il figlio Astrolabio (emblematica dell'atmosfera di esaltazione culturale e sensuale dei due la scelta del nome del figlio, che ebbe il nome non di un santo del calendario, ma di uno strumento scientifico), le nozze segrete (1119 o 1120), il ritiro di Eloisa nel monastero di Argenteuil e il suo abbandono della carriera accademica.
In quel periodo aveva gli ordini minori e, naturalmente, sperava in una brillante carriera come insegnante ecclesiastico. Dopo la sua caduta, Pietro si ritirò nell'Abbazia di Saint-Denis, dove divenne un monaco benedettino. Egli, che si era considerato «l'unico filosofo sopravvivente nel mondo intero», si voleva definitivamente nascondere nella solitudine monastica. Ma qualsiasi sogno di pace potesse avere fatto in relazione al suo ritiro monastico, presto andò in frantumi. Litigò con i monaci di Saint Denis per la sua irriverente critica della leggenda del loro santo patrono e fu inviato a una prioria, dove, ancora una volta, fu attratto dallo spirito dell'insegnamento per la filosofia e la teologia. «Più sottile e più istruito che mai», come lo descriveva un contemporaneo (Ottone di Frisinga), riprese la vecchia controversia con gli allievi di Anselmo di Laon. Grazie alla loro influenza, la sua eterodossia, specialmente sulla dottrina trinitaria, fu messa sotto accusa e, nel 1121, gli fu ordinato di comparire davanti ad un concilio, presieduto dal legato pontificio Kuno, vescovo di Preneste, a Soissons. Mentre non è facile determinare esattamente cosa accadde al Concilio, è chiaro che non ci fu alcuna condanna formale delle dottrine di Abelardo, il quale, tuttavia, fu condannato a recitare il Credo atanasiano e a bruciare il suo libro sulla Trinità (De unitate et trinitate divina). Inoltre, fu condannato alla prigionia nell'abbazia di Saint-Médard di Soissons, a quanto pare su richiesta dei monaci di Saint Denis, la cui inimicizia era inesorabile, in particolare quella del loro abate Adam.

## Il ritorno di Abelardo
Nella sua disperazione, scappò in un luogo disabitato nei pressi di Troyes. Presto, cominciarono ad affollarsi presso di lui nuovi studenti. Furono allora innalzate capanne e tende per la loro ricezione e fu eretto un oratorio sotto il titolo del "Paracleto". Il suo precedente successo come insegnante si rinnovò. Dopo la morte di Adam, abate di Saint Denis, il suo successore Sugerio assolse Abelardo dalla censura e lo ristabilì nel suo rango di monaco. L'abbazia di Saint-Gildas di Rhuys, vicino a Vannes, sulle coste della Bretagna, avendo perduto l'abate nel 1125, scelse Abelardo come suo successore.
Nello stesso periodo, la comunità di Argenteuil fu dispersa ed Eloisa accettò con entusiasmo l'oratorio del Paracleto, di cui divenne badessa. Come abate di Saint-Gildas, Abelardo visse, secondo il suo racconto, un periodo molto travagliato. I monaci, considerandolo troppo rigoroso, tentarono in vari modi di sbarazzarsi di lui, osteggiandolo e arrivando persino a tentare di ucciderlo: essi infatti versarono del veleno nel calice della messa e, dopo il fallimento di questo proposito, assoldarono dei sicari per assassinarlo mentre faceva visita ad un malato a Nantes. Infine riuscirono a scacciarlo dal monastero. Mantenendo il titolo di abate, Abelardo risiedette per un certo periodo nei pressi di Nantes e, successivamente (probabilmente nel 1136), riprese la sua carriera di insegnante a Parigi. Fra i suoi allievi di quel periodo c'erano Arnaldo da Brescia e Giovanni di Salisbury. Con Eloisa intrattenne una fitta corrispondenza, in parte pervenutaci, dove i due trasponevano il proprio amore terreno, ormai troncato, in un amore verso Dio. Nonostante ciò nelle lettere, spesso dotate di una notevole qualità artistica e di un sincero slancio mistico, trapelano ancora tracce dell'antica passione.

## Contro Bernardo di Chiaravalle
Ma Guglielmo di Saint-Thierry, Norberto di Magdeburgo e Bernardo di Chiaravalle attaccarono le sue dottrine. Il monaco di Chiaravalle, dotto e mistico, fu messo in allarme sull'eterodossia degli insegnamenti di Abelardo e mise in discussione la dottrina trinitaria contenuta nei suoi scritti. Ci furono ammonizioni da una parte e mancanze dall'altra; San Bernardo, avendo preventivamente avvisato Abelardo in privato, procedette denunciandolo ai vescovi di Francia; Abelardo, sottovalutando l'abilità e l'influenza del suo avversario, richiese un concilio dei vescovi, di fronte al quale Bernardo e lui avrebbero dovuto discutere i punti disputati. Nel 1141, nella cattedrale di Sens (la sede metropolitana di cui Parigi era allora suffraganea), dinnanzi ad alti ecclesiastici e allo stesso re di Francia, Bernardo lesse la lista delle proposizioni che, temendo un diretto confronto dialettico con Abelardo, aveva fatto precedentemente condannare dai vescovi e gli chiese di riconoscerle. Abelardo, informato, così sembra, del procedimento della sera precedente, rifiutò di difendersi, dichiarando che si sarebbe appellato a Roma. Di conseguenza, le proposizioni vennero condannate, ma Abelardo conservò la sua libertà. Bernardo, con una lettera alla Curia romana, sollecitò la ratifica papale della condanna di Abelardo. Il decreto di Papa Innocenzo II, con la conferma della condanna di Sens, lo raggiunse mentre era in viaggio per Roma, ma era giunto solamente a Cluny.
Il Venerabile Pietro di Cluny prese a cuore il suo caso, ottenne da Roma una mitigazione della condanna, lo riconciliò con San Bernardo e gli diede un'onorata e amichevole ospitalità nel suo monastero. Là Abelardo passò gli ultimi mesi della sua vita e trovò quella pace che, inutilmente, aveva cercato altrove. Indossò l'abito dei monaci di Cluny e divenne un insegnante nella scuola del monastero. Morì a Chalon-sur-Saône nel 1142 e fu sepolto al Paracleto. Nel 1817 i suoi resti e quelli di Eloisa, morta nel 1164, furono traslati in una cappella nel Cimitero di Père-Lachaise a Parigi, dove oggi riposano l'uno accanto all'altra.

## Il pensiero di Abelardo
(Pietro Abelardo, Historia Calamitatum, IX)

### Il rapporto tra ragione e rivelazione
Riguardo al rapporto fra ragione e la rivelazione, fra le scienze (compresa la filosofia) e la teologia, Abelardo incorse, ai suoi tempi, nella censura dei teologi mistici come San Bernardo, la cui tendenza era quella di mettere da parte la ragione in favore della contemplazione e della visione estatica. Se i principi «la ragione aiuta la fede» e «la fede aiuta la ragione» devono essere presi come ispirazione della teologia scolastica, Abelardo era propenso a dare risalto al primo senza tener conto del secondo, in base alla sua affermazione «nihil credendum nisi prius intellectum» (non si deve credere a nulla se prima non si è capito).
Inoltre, quando parlava di soggetti sacri, adottò un tono e impiegò una fraseologia che offesero i più conservatori fra i suoi contemporanei. Eppure, Abelardo fu senza dubbio un innovatore: benché il XIII secolo, l'età aurea dello scolasticismo, conoscesse poco di Abelardo, adottò la sua metodologia e, con coraggio uguale al suo, ma senza la sua frivolezza o la sua irriverenza, introdusse l'uso della ragione nell'esposizione e nella difesa dei misteri della fede cristiana.
San Bernardo riassunse le accuse contro Abelardo nell'Epistola CXCII scrivendo: 
(San Bernardo, Epistola CXCII)
Non c'è dubbio che su questi argomenti Abelardo scrisse e disse molte cose che erano opinabili dal punto di vista dell'ortodossia: mentre combatteva gli opposti errori, cadde involontariamente negli errori che egli stesso non riconobbe e che i suoi nemici potrebbero caratterizzare soltanto come in odore di Arianesimo, Pelagianesimo e Nestorianesimo. L'influenza di Abelardo sui suoi immediati successori non fu molto grande, in parte per il suo conflitto con le autorità ecclesiastiche e in parte per i suoi difetti personali, in particolar modo vanità e orgoglio, che dovettero dare l'impressione che stimasse la verità meno della vittoria.
In filosofia, Abelardo merita considerazione principalmente come dialettico. Per lui, come per tutti i filosofi scolastici vissuti prima del XIII secolo, indagine filosofica significava quasi esclusivamente discussione e spiegazione dei problemi suggeriti dai trattati di logica di Aristotele. Forse il suo più importante contributo alla filosofia e alla teologia fu il metodo con il quale sviluppò Sic et non ("Sì e no"), un metodo contenuto in embrione nell'insegnamento dei suoi predecessori e, in seguito, sviluppato da Alessandro di Hales e Tommaso d'Aquino. Esso consisteva nel mettere di fronte allo studente le ragioni a favore e contro un'argomentazione, sul principio che la verità sarà raggiunta solamente attraverso una discussione dialettica di argomenti e fonti apparentemente contraddittori.

### Gli universali
Nel problema degli universali, che impegnava così tanto i dialettici di quel periodo, Abelardo assunse una posizione di intransigente ostilità sia nei confronti del grezzo nominalismo di Roscellino, che nei confronti dell'esagerato realismo di Guglielmo di Champeaux. Quale fosse, precisamente, la sua dottrina sulla questione è un aspetto che non può essere determinato con esattezza. Tuttavia, dalle affermazioni del suo allievo, Giovanni di Salisbury, è chiaro che la dottrina di Abelardo, espressa con i termini di un nominalismo modificato, era molto simile al moderato realismo che iniziò ad essere ufficiale nelle scuole circa mezzo secolo dopo la morte di Abelardo.
Per Roscellino, primo maestro di Abelardo, gli universali erano soltanto emissioni di voce (flatus vocis) e dunque non possedevano una realtà indipendente dall'uomo: è la teoria del nominalismo.
Per Guglielmo di Champeaux, altro maestro di Abelardo, gli universali, ossia i generi (minerali, vegetali e animali) e le specie (uomo, cavallo, ferro) erano realtà esistenti al di fuori di noi. La specie è una sostanza unica presente in tutti gli individui che differiscono tra loro soltanto per accidenti (colore, peso, ecc): così la specie uomo è comune a tutti gli uomini che poi si distinguono in Socrate, Platone, ecc.
Abelardo così commentava la concezione di Guglielmo: «C'è una stessa realtà nei singoli individui che si distinguerebbero fra loro solo per la diversità degli accidenti…per cui, per esempio, nei diversi uomini la sostanza è uguale e solo una diversità di forme fa sì che uno sia Socrate e un altro Platone [...] allora la stessa sostanza di animale si troverà sia negli animali razionali che in quelli irrazionali e dunque nella stessa sostanza sussisterebbero attributi contrari i quali, trovandosi nella stessa identica realtà, non sarebbero più contrari».
Guglielmo per rispondere alla critica di Abelardo corresse la sua teoria sostenendo che gli universali sono presenti negli individui in modo indifferenziato: «ciò che è in una realtà non può essere in un'altra [...] ma la realtà dell'universale resta la stessa nel senso della non differenza, nel senso che, per esempio, gli esseri umani, distinti in sé fra loro, sono la stessa realtà nell'uomo, non differiscono nella loro natura umana, e così per ogni essere». Abelardo, tuttavia, continuò la sua critica specificando che «ciò che conta è la non differenza fra due esseri in senso positivo: se due uomini non differiscono fra loro perché entrambi non sono una pietra, in che cosa non differiscono se hanno la stessa natura?».
Per Abelardo, come per Aristotele, la sostanza (ousia) era l'esistenza nella forma di cosa, di animale o di persona, dunque era un soggetto: «Come certi nomi sono dai grammatici detti comuni e altri propri, così dai dialettici certi termini sono detti universali e altri singolari; l'universale è un vocabolo capace di essere predicato singolarmente di molti, come per esempio, il termine uomo si può unire a tutti gli uomini mentre singolare è il nome predicato di uno solo, per esempio Socrate. Dicendo che Socrate è uomo, Platone è uomo, Aristotele è uomo, uso una parola, uomo, predicato di molti individui: uomo è dunque una parola universale. Quando diciamo che questo o quell'individuo conviene nello stato di uomo [...] diciamo che è un uomo sebbene lo stato di uomo non sia una cosa, una realtà, ma è la causa comune per cui ai singoli viene dato il nome uomo».
In questo modo l'universale non è né una realtà, come voleva Guglielmo di Champeaux, né un puro suono, come sosteneva Roscellino. L'universale non può essere una cosa, poiché una cosa è un'entità individuale e in quanto tale non può essere predicato di un'altra cosa: e allora l'universale non è realtà. Ma non è neanche un puro suono, perché anche un suono è un'entità individuale e perciò non può essere predicato di altro suono.
«Quando ascolto la parola uomo mi sorge nell'animo un modello comune a tutti gli uomini ma "proprio" di nessuno; quando ascolto la parola Socrate mi sorge un'immagine che esprime una "particolare" persona [...] come si può dipingere una figura comune, si può concepire una figura comune: l'universale è questa immagine comune, l'immagine di una cosa concepita come comune.»

### La logica
Compito della logica è stabilire la verità o falsità di un discorso e solo la libera ricerca razionale può condurre alla verità. Nell'opera Sic et non (Sì e no), raccoglieva un centinaio di proposizioni, tratte dai diciassette libri del Decretum di Ivo di Chartres, attraverso le quali indicava il corretto metodo per affrontare le controversie teologiche: distingueva i testi della Bibbia, ai quali bisognava credere necessariamente, dai testi patristici, che potevano essere liberamente analizzati. Occorreva accertare se le espressioni usate dagli autori non fossero state da loro successivamente corrette, se non fossero state riprese da altri, occorreva accertare il reale significato dei singoli termini dati dai diversi autori: in caso di contrasto avrebbe dovuto preferire la tesi più e meglio argomentata.
Abelardo discuteva anche il problema dei futuri contingenti: Dio, prevedendo gli eventi futuri, determina il loro necessario verificarsi o gli eventi futuri restano contingenti, cioè non necessari? L'uomo non sa se le proprie previsioni del futuro siano vere o false e dunque per lui gli eventi futuri sono contingenti, mentre per Dio, che li conosce in anticipo, è necessario che essi si verifichino.
Dio è libero ma vuole solo il bene e dunque deve fare il bene; allora, creando il mondo, ha creato una cosa necessariamente buona: la necessità del mondo non significa, secondo Abelardo, mancanza di libertà in Dio perché egli fa tutto di sua volontà e senza costrizione.

### L'etica

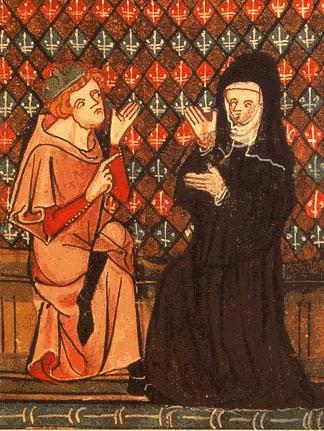
Abelardo ed Eloisa in un manoscritto del XIV secolo

Nell'etica Abelardo pose una tale enfasi sulla moralità dell'intenzione da venire interpretato, spesso, come rappresentante di una morale meramente soggettivistica. In realtà, studi più recenti hanno mostrato come se è vero che, da un lato, per Abelardo, non sia l'azione in sé stessa a costituire peccato, ma l'intenzione di peccare, d'altro canto la stessa intenzione è, per il filosofo, non un mero elemento psicologico in cui entra in gioco solo la coscienza del singolo. Intenzione (da in-tendere) e coscienza (da cum-scire) sono per Abelardo elementi intrinsecamente relazionali, ovvero pongono l'individuo in dialogo con la legge e la volontà di Dio. Occorre, dunque, per comprendere al meglio la portata della novità abelardiana, non solo parlare di etica dell'interiorità, ma, soprattutto, di un'etica dell'interiorità relazionale.
«Il vizio dell'anima non si identifica col peccato; per esempio, l'iracondia è un vizio che spinge la mente a compiere cose che non si devono fare, alla lussuria sono inclini per complessione fisica molte persone che però non per questo peccano: il vizio dell'animo ci inclina ad "acconsentire" a cose illecite e peccato deve intendersi solo il fatto dell'acconsentire. Come non si possono eliminare le inclinazioni, perché fanno parte della natura umana, così non si può chiamare peccato la volontà o il desiderio di fare quel che è illecito, ma il peccato è il consenso dato alla volontà e al desiderio.» È dunque nel "consenso", anche solo interiore, la radice del bene o del male che commettiamo: possiamo fare del bene senza rendercene conto, senza intenzione buona: non per questo possiamo essere considerati buoni e virtuosi; allo stesso modo, possiamo fare del male senza intenzione: non per questo dobbiamo essere considerati malvagi e peccatori.
Su questa base, Abelardo riteneva che gli stessi persecutori di Cristo e dei martiri potrebbero non aver peccato se consideravano, in coscienza, giustamente punibili Cristo e i cristiani, perché l'ignoranza non è in sé peccato e anche il peccato originale, che colpisce i successori di Adamo, non può essere considerato peccato. Il peccato è, propriamente, per Abelardo, contemptus Dei, ovvero disprezzo della legge divina, ovvero conoscere quel che Dio vuole e, tuttavia, non volerlo. Senza riferimento a Dio e alla sua legge, dunque, non c'è peccato; così come esso non si verifica senza la dialettica con la coscienza del singolo. La realtà, dunque, propria del peccato è quella dell'intersoggettività.
Anche se Abelardo si sforzava di mantenersi nell'ambito dell'ortodossia, questa dottrina sembrava negare valore alle opere: la grazia non era più il dono divino della permanenza dell'uomo nel bene ma solo la conoscenza del regno dei cieli, e Cristo non era altro che un maestro, non un mediatore di salvezza; queste idee furono condannate dal concilio di Sens perché mostravano un ritorno al pelagianesimo.
Ma la sua morale consisteva soprattutto in una critica sia al rigorismo ascetico, che combatte le inclinazioni della natura umana, che al legalismo etico, che si conforma a schemi esteriori di comportamento, e il rifiuto del conformismo si estendeva alla valutazione del ruolo delle gerarchie ecclesiastiche il cui prestigio avrebbe dovuto essere conforme alla dignità morale dei singoli e non al carisma del potere di cui sono investiti.

### La teologia
«Composi il trattato De unitate et trinitate divina per i miei studenti che […] chiedevano ragioni adatte a soddisfare l'intelligenza [...] non si può credere a una affermazione senza averla capita ed è ridicolo predicare agli altri quel che né noi né gli altri comprendono.»
Nonostante questa affermazione, Abelardo poneva, comunque, la fede alla base di ogni ricerca teologica, cercando di giustificarla attraverso analogie razionali. Cercò di spiegare la Trinità utilizzando argomentazioni tratte dal Timeo platonico: lo Spirito Santo procederebbe dal Padre e dal Figlio perché in Platone l'Anima del mondo, assimilata da Abelardo allo Spirito Santo, contempla nell'Intelletto divino (il Figlio) le Idee del Padre e in questo modo «per mezzo della ragione universale governa le opere di Dio traducendo nella realtà le concezioni del suo Intelletto».
Nel cristianesimo, secondo Abelardo, sostanza del Padre è la potenza, del Figlio è la sapienza e dello Spirito Santo è la carità. Dovendo costituire un'unità, le persone divine devono derivare l'una dall'altra: il Padre genera il Figlio che è della stessa sostanza del Padre, perché la sapienza è una forma di potenza divina, mentre lo Spirito Santo procede dal Padre e dal Figlio, altrimenti la carità senza potenza sarebbe inefficace e senza la sapienza non avrebbe razionalità.
Questa concezione trinitaria fu attaccata da Norberto di Magdeburgo, fondatore dell'ordine dei Canonici regolari premostratensi, da Bernardo di Chiaravalle e da Guglielmo di Saint-Thierry, perché considerata affetta da eresia modalista – il Padre, il Figlio e lo Spirito Santo, anziché tre persone, non sarebbero altro che tre manifestazioni o modi attraverso i quali si manifesta l'unico Dio.
Nel Dialogo tra un filosofo, un giudeo e un cristiano, l'ultimo scritto, rimasto incompiuto, di Abelardo, i tre personaggi dell'opera credono tutti in Dio, ma due seguono le Sacre Scritture, mentre il filosofo segue la ragione. Il filosofo, nel dialogo col giudeo, conclude di non poter accettare una religione fondata esclusivamente sull'Antico Testamento, e non condivide le prove della razionalità della fede cristiana. Egli sostiene la necessità di valutare criticamente le scelte religiose in quanto ritiene che si aderisca alla fede di una religione positiva solo seguendo le proprie tradizioni familiari, tanto che, quando due persone di fede diversa si sposano, uno di essi si converte abitualmente alla fede dell'altro.

## L'eredità di Abelardo
Abelardo è stata una delle figure fondamentali non solo del XII secolo, ma della storia del pensiero occidentale in generale. Con le sue opere, in particolare il Sic et non, si può dire che abbia fondato la logica occidentale, dimostrando come la ragione umana possa arrivare a importanti risultati senza bisogno di appoggiarsi pedissequamente alle Sacre Scritture. Egli ha elaborato i principi di identità e di non-contraddizione che furono alla base della filosofia scolastica nel secolo successivo.
Sebbene condannato dalla maggior parte della Chiesa più tradizionalista, il suo metodo venne ripreso con successo dal monaco giurista Graziano, che redasse una raccolta completa di diritto canonico (il Decretum Gratiani), servendosi proprio della logica abelardiana. Dopo di lui il pensiero scolastico ebbe grandi esponenti che mediarono le innovazioni di Abelardo, tra i quali Alberto Magno, Tommaso d'Aquino e Duns Scoto. Essi applicarono il metodo logico-scientifico allo studio della teologia, che divenne una vera e propria scienza, quindi indagabile con i metodi della ragione umana. Questi studiosi si poterono avvalere anche delle traduzioni in latino di un altro grande pensatore, Averroè, che rese possibile la conoscenza di Aristotele e dei filosofi arabi in Occidente.

## La Goliardia moderna
Al soprannome di Pietro Golia Abelardo si deve il termine Goliardia. Il termine stesso venne adottato dagli studenti universitari bolognesi sul finire del XIX secolo, quando il movimento venne fondato sotto l'impulso di Giosuè Carducci, allora insegnante presso la locale facoltà di lettere, che aveva assistito in Germania a manifestazioni studentesche simili a quello che sarebbe stato poi il modus operandi dei Goliardi. Gli studenti tedeschi erano effettivamente eredi (considerando le evoluzioni storiche del caso) di quei clerici vagantes tanto osteggiati dalla chiesa durante il XII secolo e che avevano eletto Pietro Abelardo a proprio vessillo nella lotta alle imposizioni ideologiche del Papa.

## Opere
Le prime edizioni dell'Opera Omnia di Abelardo (che non includevano gli scritti di logica) sono state pubblicate a Parigi nel 1616 da F. Amboise e A. Duchesne; il testo è identico, ma le introduzioni dei curatori sono diverse.

### Opere filosofiche
- La prima edizione di alcuni degli scritti di logica è quella di Victor Cousin, Ouvrages Inédits D'Abélard, Parigi, 1836, (due volumi).
- Logica ingredientibus, in: B. Geyer (a cura di), Peter Abaelards Philosophische Schriften, Beiträge zur Geschichte der Philosophie und Theologie des Mittelalters vol 21, tomi 1-3, Aschendorff, Mũnster, 1919-1927.
- Logica nostrorum petitioni sociorum in: B. Geyer (a cura di), Peter Abaelards Philosophische Schriften, Beiträge zur Geschichte der Philosophie und Theologie des Mittelalters vol 21, Vol 4, Aschendorff, Mũnster, 1933.
- Dialectica, un trattato di logica in cinque libri (di cui manca l'inizio del primo) prima edizione (incompleta) in: Victor Cousin (a cura di) Ouvrages inédits d'Abélard Parigi, 1836; seconda edizione a cura di L. M. de Rijk, Assen, Van Gorcum 1956 (riveduta nel 1970).
- Glossae super Periermeneias, a cura di K. Jacobi K e C. Strub, Corpus Christianorum continuatio mediaevalis, Turnhout, Brepols, 2010.
- Glossulae in Porphyrium, in: Mario dal Pra (a cura di), Scritti di logica, Firenze, La Nuova Italia, 1970.
- Lucia Urbani Ulivi, La psicologia di Abelardo e il Tractatus de Intellectibus, Roma, Edizioni di Storia e Letteratura, 1976, (edizione del testo latino pp. 103–127).
- Tractatus de intellectibus, in: P. Morin (a cura di), Abélard. Des intellections, Parigi, Vrin, 1994 (testo latino e traduzione francese).
- Secundum Magistrum Petrum Sententie, in: L. Minio-Paluello, (a cura di), Twelfth Century Logic: Texts and Studies, Vol II: Abelardiana Inedita, Roma, Edizioni di Storia e Letteratura, 1958, pp. 109–122.
- I commenti all'Isagoge di Porfirio, introduzione e traduzione di Simona Follini, con i testi latini originali, Milano, Mimesis 2022,

Il frammento De Generibus et Speciebus, attribuito da Victor Cousin ad Abelardo, è ora ritenuto di autore anonimo (indicato come Pseudo-Joscelin).

### Opere teologiche
- Tractatus De Unitate et Trinitate Divina, condannato dal Concilio di Sens (scoperto e pubblicato da Remigius Stölzle, Friburgo in Brisgovia, 1891);
- Theologia Christiana (seconda edizione ampliata del Tractatus), Expositio in Hexaëmeron, (prima edizione di U. Durand ed E. Martène, in Thesaurus Novus Anedoctorum, vol. V 1717);
- Theologia Summi Boni, prima edizione a cura di H. Ostelnder, Monaco, 1939.
- Dialogus inter Philosophum, Judaeum et Christianum, prima edizione di F. H. Reinwald, Berlino 1831;
- Ethica o Scito te ipsum, prima edizione di B. Pez in Thesaurus Anedoctorum Novissimus, vol. III, 1721;
- Sic et Non, una raccolta di brani scritturali e patristici, pro e contro varie opinioni teologiche, senza alcun tentativo di decidere se l'opinione positiva o negativa sia corretta od ortodossa;
- Sententiae Petri Abaelardi, noto anche come Epitomi Theologiae Christianae, un'antologia raccolta dagli allievi di Abelardo (pubblicata per la prima volta da Rheinwald, Berlino, 1835);
- Opera Theologica. I. Commentaria in Epistolam Pauli ad Romanos; Apologia contra Bemardum. Cura et studio Eligii M. Buytaert, in Corpus Christianorum. Continuatio Mediaevalis, XI, Turnholti, Brepols, 1969.
- Opera Theologica. II. Theologia Christiana; Theologia Scholarium: recensones breviores; accedunt Capitula haeresum Petri Abaelardi. Cura et studio Eligii M. Buytaert, in CC, Cont. Med., XII, Turnholti, Brepols 1969.
- Opera Theologica. III. Theologia «Summt Boni»; Theologia «Scholarium» . Cura et studio Eligii M. Buytaert-Constant Mews, in CC, Cont. Med., XIII, Turnholti, Brepols, 1987.
- Opera Theologica. IV. Scito te ipsum. Cura et studio Rainer M. Ilgner, in CC, Cont. Med., XV, Turnholti, 2001.
- Opera Theologica. V. Expositio in Hexameron. Edita a Mary Romig ; auxilium praestante David Luscombe; Abbreviatio Petri Abaelardi Expositionis in Hexameron, edita a Charles Burnett; auxilium praestante David Luscombe. in CC, Cont. Med., XV, Turnholti, 2004.
- Opera Theologica. VI. Sententie magistri Petri Abaelardi cura et studio David Luscombe; auxilium praestantibus Julia Barrow ... [et al.] ; Liber sententiarum magistri Petri, cura et studio Constant J. Mews; auxilium praestante David Luscombe, in CC, Cont. Med., XV, Turnholti, 2006.
- altre opere esegetiche, inni, sentenze, sermoni, ecc.

### Opere biografiche
Sulla propria vicenda biografica, e sul modello delle Confessioni di Agostino, Abelardo scrisse una Historia Calamitatum Mearum (Storia delle mie disgrazie), che conteneva anche lettere scambiate tra lui ed Eloisa, e la Regola destinata al monastero di Paracleto. L'Historia di Abelardo può considerarsi una delle prime autobiografie moderne.
È dubbia l'attribuzione ad Abelardo ed Eloisa delle Epistolae duorum amantium, una raccolta di più di cento estratti di lettere d'amore e di poesie.

### Traduzioni italiane
- Conosci te stesso o Etica, Firenze: La Nuova Italia, 1976.
- Insegnamenti al figlio, Roma: Armando, 1984.
- Dialogo tra un filosofo, un giudeo e un cristiano, Milano: BUR Rizzoli, 1992.
- Teologia del Sommo Bene, Milano: Bompiani, 2003.
- Teologia degli scolastici. Libro III, Roma: Pontificia Università Gregoriana, 2004.
- Storie delle mie disgrazie. Lettere d'amore di Abelardo ed Eloisa, Milano: Garzanti, 2003.
- Abelardo ed Eloisa, Epistolario, Introduzione, traduzione con testo latino a fronte, commento a cura di Ileana Pagani, Torino: UTET, Torino, 2004, paperback 2008.
- Planctus. Consolatoria, Confessio fidei, La Finestra editrice, Lavis 2013 ISBN 978-88-95925-47-9
- I commenti all'Isagoge di Porfirio. Saggio introduttivo, traduzioni, note e apparati a cura di Simona Follini, Milano, Mimesis, 2022.

### Studi su Abelardo
- AA.VV., Enciclopedia Garzanti di Filosofia, a cura di Redazioni Garzanti, Milano, Garzanti Editore, 1994, ISBN 88-11-50460-0.
- Giuseppe Allegro. La teologia di Pietro Abelardo fra letture e pregiudizi, Palermo, officina di Studi Medievali, 1990.
- Graziella Ballanti. Pietro Abelardo. La rinascita scolastica del 12. secolo, Firenze, La Nuova Italia, 1995.
- Ester Brambilla Pisoni. Recenti interpretazioni della teologia di Pietro Abelardo, Rivista di Filosofia Neo-Scolastica, 97, (Ottobre-Dicembre 2005), pp. 691–700.
- Ester Brambilla Pisoni. Le figure della Trinità in Pietro Abelardo in Alessandro Ghisalberti (a cura di), Pensare per figure. Diagrammi e simboli in Gioacchino da Fiore, Roma, Viella, 2010, pp. 229–245.
- Simonetta Cancian. Abelardo ed Eloisa, Trento, Casa Editrice Panorama, Trento, 2005.
- Mariateresa Fumagalli Beonio Brocchieri. La logica di Abelardo, Firenze, La Nuova Italia, 1969.
- Mariateresa Fumagalli Beonio Brocchieri. Introduzione ad Abelardo, Roma - Bari, Laterza, 1988.
- Mariateresa Fumagalli Beonio Brocchieri. Eloisa e Abelardo. Parole al posto di cose, Milano, Mondadori, 1987.
- Etienne Gilson. Eloisa e Abelardo, Torino, Einaudi, 1950.
- Davide Penna. "Tematiche morali nell'opera di Pietro Abelardo", Sophia, VI (2/2014), pp. 164–185.
- Davide Penna. Dio, l'uomo e la felicità. La riflessione morale di Pietro Abelardo come etica della relazione, Roma, Europa Edizioni, 2015.
- Régine Pernoud. Eloisa e Abelardo, Jaca Book, Milano, 1984.
- Roberto Pinzani. La grammatica logica di Abelardo, Parma, Università degli Studi di Parma, 1992.